# Hadouk
Hadouk, anciennement Hadouk Trio, est un groupe d'ethno-jazz ou world jazz français. À l'origine composé de Didier Malherbe et Loy Ehrlich. Leur premier disque sort en 1996 sous le nom d'Hadouk et le percussionniste Steve  Shehan y participe sur un des morceaux. Il rejoindra ensuite le groupe pour former Hadouk Trio en 1997. Le Hadouk  trio est consacré meilleure formation dans la catégorie « artiste ou formation instrumentale française de l'année » aux Victoires du jazz en 2007.
Le groupe devient un quatuor en 2013, puis se rebaptise simplement Hadouk à l'aube de la sortie de leur album, Le Cinquième fruit en 2017.
Pour clore le cycle commencé en duo, Didier Malherbe et Loy Ehrlich sortiront un dernier cd en 2024 "Le Concile des oiseaux" avec une réédition de leur premier album intitulé "Le Bal des oiseaux" '

## Histoire
Le nom « Hadouk » est la contraction des noms des deux principaux instruments joués respectivement par Loy et Didier : hajouj (basse ou guembri africaine) et doudouk (hautbois arménien). Didier Malherbe et Loy Ehrlich se côtoient dès le début des années 1970, au sein de leurs groupes respectifs, Gong et Crium Delirium, qui sillonnent le circuit des MJC et partagent parfois l'affiche de concerts et de festivals. Débute une longue amitié qui aboutira une vingtaine d'années plus tard à une collaboration régulière, d'abord sur les disques de Malherbe, puis en 1996 avec un album en duo, Hadouk. En parallèle, les deux artistes travaillent à la composition d'un album-concept qui verra le jour en 1998 sous le titre de Desert Lands, dans lequel Joël Grare sera aux percussions sur deux titres.
Le duo devient un trio avec l'arrivée du percussionniste Steve Shehan, et devient Hadouk Trio, qui totalise quatre albums studio sous ce nom, Shamanimal (1999), Now (2002),, Utopies (2006) et Air Hadouk (2010), ainsi que plusieurs live.
Le trio devient quartet lorsque le guitariste Éric Löhrer intègre[Quand ?] le groupe. Le percussionniste Jean-Luc Di Fraya remplace alors Steve Shehan. Le premier album en quartet, Hadoukly Yours parait en novembre 2013. En 2017, le quatuor revient avec un nouvel album, Le Cinquième fruit sous le simple nom de Hadouk. En octobre 2019, le groupe joue sur la scène du Terrain Blanc dans le cadre des Aprèm’Jazz.

## Style musical
Leur style musical est classé par la presse spécialisée sous le terme de « world jazz ».

## Distinctions
En 2007, Hadouk Trio est nommé « artiste ou formation instrumentale française de l'année » lors des Victoires du jazz,.

## Membres

### Membres actuels
- Didier Malherbe — doudouk, flûtes, ocarina, clarinette, saxophone soprano (depuis 1996)
- Loy Ehrlich — hajouj, kora, sanza, vièles, ribab et claviers (depuis 1996)

### Anciens membres
- Steve Shehan — percussions (djembé, congas, darbouka, hadgini, udu, sanza, hang (1997—2013)
- Jean-Luc Di Fraya — percussions (en 2013 -2018 )
- Éric Löhrer — guitare (en 2013-2018)

## Discographie
- 1996 : Hadouk (sous le nom de Didier Malherbe et Loy Ehrlich), réédition en 2024 "Le Bal des Oiseaux"
- 1998 : Desert Lands (sous le nom de Didier Malherbe et Loy Ehrlich)
- 1999 : Shamanimal (sous le nom de Hadouk Trio)
- 2002 : Now (sous le nom de Hadouk Trio)
- 2003 : Live à FiP (sous le nom de Hadouk Trio)
- 2006 : Utopies (sous le nom de Hadouk Trio). Invité: le trompettiste Jon Hassell. Une édition intitulée Utopies (Deluxe Edition) disponible uniquement en MP3 sur les sites de téléchargement et de streaming contient également la version audio du DVD Hadouk trio live au Satellit café 2004.
- 2007 : Baldamore (sous le nom de Hadouk Trio) – Live at Cabaret Sauvage
- 2010 : Air Hadouk (sous le nom de Hadouk Trio)
- 2013 : Hadoukly Yours (sous le nom de Hadouk Quartet)
- 2017 : Le Cinquième Fruit
- 2024 : Le Concile des Oiseaux

## Filmographie
- Hadouk trio live au Satellit café 2004 (DVD, Naïve Records)
- Hadouk trio live au Cabaret sauvage 2007 (DVD, Naïve Records)